# Applied Color Label

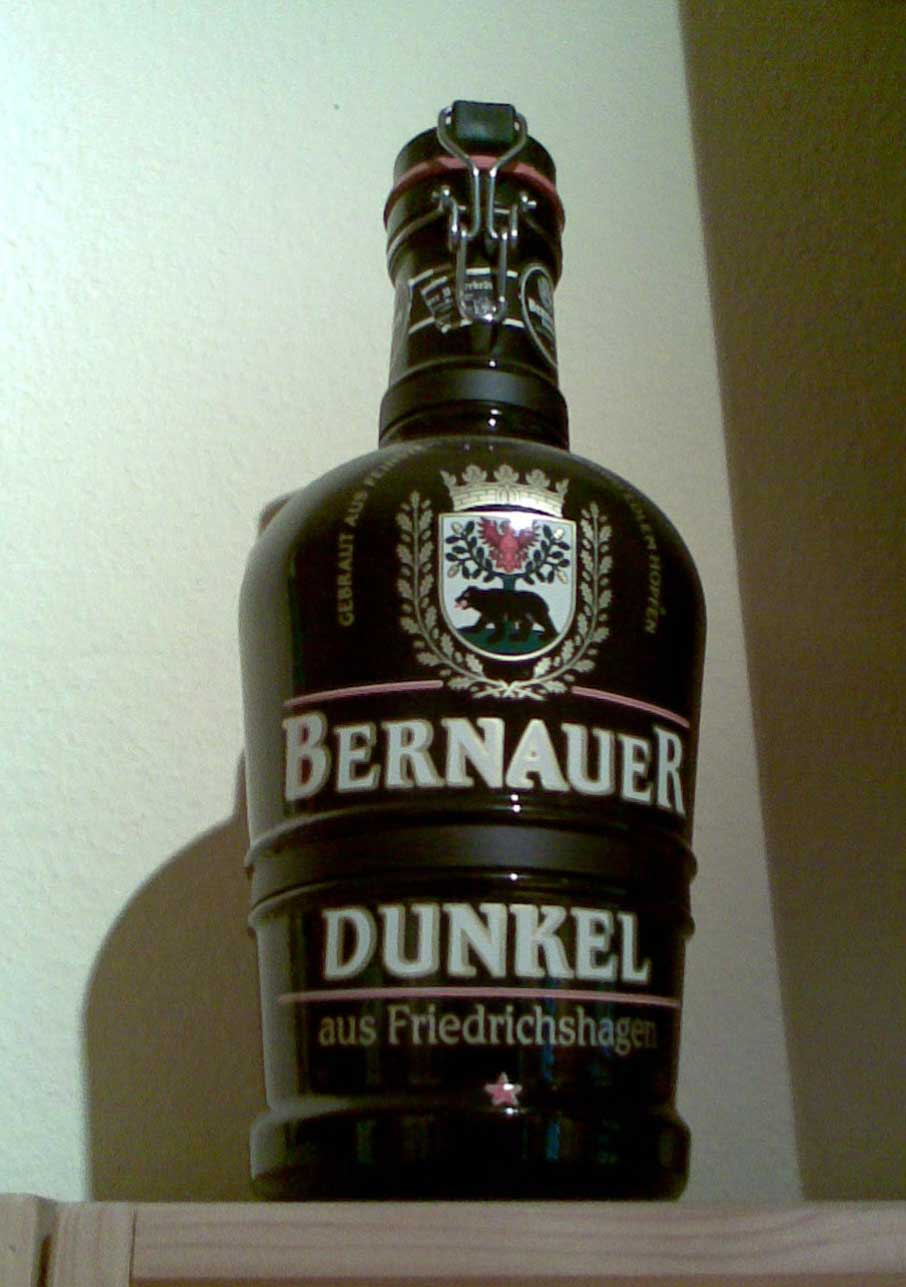
Eine bedruckte Glasflasche

Unter dem Begriff Applied Color Label (ACL; auch: Pyro) versteht man den (direkten) Labeldruck auf einer Glasflasche. 

## Anfänge
Der Bedruckungsprozess mehrerer Flaschen benötigte Stunden, da für jede Farbe zehn Minuten Trockenzeit notwendig waren, da in den Anfängen Pinienöl als Träger der Farbpigmente benutzt wurde. Eine jede weitere Farbe benötigte dann wiederum diese Zeit, so dass die ersten ACL-Flaschen nur selten einen mehrfarbigen Aufdruck besaßen.

## Weiterentwicklung
Zu Beginn der 1950er Jahre erreichte man eine Gesamtkapazität von 50 bis 70 Flaschen pro Minute, da aber noch immer Pinienöl benutzt wurde, konnten auch die Trocknungszeiten nicht wesentlich verkürzt werden. Durch die Verwendung von thermischen Wachsen als Pigmentträger, wurde Mitte der 1950er Jahre der Ausstoß auf 120 bis 130 Flaschen erhöht und das Auftragsverfahren wurde durch diesen neuen Träger grundlegend verbessert. Das farbige Wachs wurde durch ein dünnes hocherhitztes Metallnetz gedrückt. Der Kontakt des heißen Wachses mit der kühleren Glasoberfläche führte zu einer sofortigen Trocknung der Farbe und die Flasche konnte zum nächsten Farbauftrag befördert werden. Am Ende des gesamten ACL-Prozesses stand der Kühlofen. Dieser hatte zwei Aufgaben, die Farbe auf der Flasche zu fixieren und die Spannung aus dem Glas zu nehmen, die durch die hohen Temperaturen des letzten Farbauftrags (590 °C bis 650 °C) entstanden waren. Das auf diese Weise farbig aufgetragene Etikett fand schnell Akzeptanz bei den Flaschenherstellern, da es die Farbigkeit eines Papieretiketts und die Dauerhaftigkeit einer Prägung vereinte.